# Маненко Павло Антонович
Павло Маненко (16 січня 1881, м. Омельник Кременчуцького повіту Полтавської губернії, нині село Кременчуцького району Полтавської обл. — р. см. невід.) — український громадський діяч , член Катеринославської і Мануйлівської «Просвіт», видавець. Жертва російського окупаційного терору.

## Життєпис
На загальних зборах Катеринославської «Просвіти» 2 листопада 1914 року обраний членом ради товариства. Працював лічильним урядовцем у контролі Катерининської залізниці, був причетний до книговидавничої діяльності товариства. Походив з козаків Омельницької волості на Полтавщині.
Дмитро Лисиченко згадував:
Наприкінці 1914 р. (у Катеринославі) закладено видавництво «Запоріжжя». Видавництво мало бути на паях. Видано книжку А. Кащенка «З Дніпра на Дунай» (1914). Другу книжку, подану до цензури (А. Кащенко «Зруйноване гніздо»), військова цензура не дозволила, хоч ця повість і видрукована була перед цим з дозволу Київ(ської) Військ(ової) Цензури в «Літературно-науковому вістнику». На цьому діяльність видавництва й скінчилася.
Виявилося, що до заснування в-ва «Запоріжжя» Маненко мав безпосереднє відношення.
Про це містяться цікаві відомості у протоколі допиту 27 листопада 1915 року заарештованого просвітянина Трифона Татарина:

«Приблизно в листопаді місяці 1914 року я дійсно входив до числа організаторів книговидавничого товариства „Запоріжжя“ і збирав на утворення капіталу для останнього членські внески по п'ять карбованців з кожного. На чолі справи стояв лічильний урядовець контролю Управління Катерининської залізниці Павло Антонович Маненко.
Останній вирішив видавати книжки українця головного контролера названого управління Андріана Феофановича Кащенка „З Дніпра на Дунай“ та ін. Товариство „Запоріжжя“ заснувати вдалося і першою книгою була видана „З Дніпра на Дунай“, яку взялися розповсюджувати члени ж товариства. У селищі „Катерининському“ примірники названої книжки роздавалися мною. Цих книжок було виготовлено близько 3000 примірників…
Потім передбачалося видати 2-у книжку — продовження твору „З Дніпра на Дунай“ під назвою „Зруйноване гніздо“ того ж Кащенка, але забракло грошей. Пояснюю, що товариство „Запоріжжя“ свого статуту чи іншого документа не мало, засновниками його були я і Маненко. Передбачалося встановити членські внески по 25 крб., але позаяк не всі могли одразу ж вступити членами товариства, внісши цю суму, то ті, що співчували, вносили по 5 крб., але з тим, щоб у разі успіху підприємства, внесок цей був би доведений до 25 крб… Зібрані гроші в сумі 40 крб. передав Маненку… Книжка друкувалася в друкарні Андрущенка в Катеринославі».

Василь Біднов у «Споминах про Адріяна Кащенка» (1923) згадував:

"Твори А. Кащенка швидко розходились і тому їх охоче видавали, а дехто з громадян, от як Павло Маненко, вмовляли А. Кащенка писати нові праці літературно-історичного змісту; той же П. Маненко намовляв його написати «Оповідання про славне Військо Запорозьке Низове».

Маненко належав до катеринославської організації УСДРП. Жандарми, які стежили за ним від 22 травня 1915 року, дали йому «кличку наружного наблюдения» — «Контрольный». Як повідомляв 20 жовтня 1915 року агент охранки, Маненко разом із шістьма іншими членами катеринославської організації УСДРП увійшов до складу нового гуртка, який прийняв назву Радикально-демократичної партії, або так званий ТУП (Товариство українських поступовців).
Крім Маненка, до його складу увійшли Микола Новицький, Іван Дяченко, Боніфатій Усик-Базилевський, Пилип Щукин, Григорій Авдієнко та Євген Вировий.

### Арешт і ув'язнення
Як і на інших українських діячів Січеслава, вже 26 листопада 1915 року в губернському жандармському управлінні виписали ордер на обшук і «безумовний арешт» Маненка. Прізвище це постійно перекручували на Маменко, тому у рапорті пристава 3-ї частини начальникові губернського жандармського управління це прізвище фігурувало саме в такому вигляді:

«Павел Антонов Маменко, проживающий в доме № 29 по Старогородной ул. (нині вул. Светлова), подлежащий обыску и безусловному аресту, три дня как находится в отлучке из города Екатеринослава на должности контролера Екатерининской железной дороги. При обыске у него ничего предосудительного не найдено. В квартире Маменко мною учрежден пост городового для задержания Маменко по возвращении его на квартиру».

Маненко прибув на своє помешкання о пів на другу ночі з 28 на 29 листопада 1915 року і тоді ж був заарештований. 3 грудня того ж року жандармський полковник Терентьев наказував приставові негайно перевести Маненка до губернської в'язниці, а наступного дня вирішив звільнити його з ув'язнення разом з Іваном Чорним та Захаром Кривошеєвим. 5 грудня 1915 року Маненка звільнено з-під варти. А 22 грудня, як свідчать архівні матеріали, йому повернули паспортну книжку та інші матеріали, відібрані під час трусу 29 листопада.

Заходами Маненка, як сповіщає Дмитро Лисиченко, видавництво «Сіяч» у Черкасах у 1918 році як свою 37-му позицію видало збірку Івана Манжури «Поезії». До книжки увійшло 60 поетичних творів. Книжку оформила Софія Налепинська-Бойчук, передмову написав січеславський просвітянин і член УСДРП Пилип Щукин. Проте, як зазначав Дмитро Лисиченко,
…збірка ця далеко не повна, до неї не ввійшло навіть усе те, що було вже надруковано… Опріч тощо, деякі вірші уміщено неповними, а також багато помилок в тексті.
Подальша доля Маненка невідома.